# إد فولكر
إد فولكر (بالإنجليزية: Ed Volker)‏ هو مغني وكاتب أغاني أمريكي، ولد في 10 أكتوبر 1948.

## وصلات خارجية
- إد فولكر على موقع ميوزك برينز (الإنجليزية)
- إد فولكر على موقع ديسكوغز (الإنجليزية)